# 谢联辉
谢联辉（1935年3月9日—），福建龙岩人，中国植物病理学家，福建农业大学植物病毒研究所教授、所长。1958年毕业于福建农学院。1991年当选为中国科学院院士（学部委员）。